# Акид
Акид (грч. Άκις) је био бог истоимене реке која извире на Етни. Овидије вели да је био син Фауна (италско рустично божанство које одговара грчком Пану) и речне нимфе Симетиде и да је због наклоности коју је уживао код морске нимфе Галатеје пао као жртва љубоморе Киклопа Полифема. 

## Акид и Галатеја уМетаморфозама
Акид кога су створили Фаун и нимфа Симетида,

био је велика радост оцу и мајци својој,

а Мени [тј. Галатији] опет већа; јер је уз себе пригрлио једино мене.
 
Био је леп, а са навршених шеснаест година

на нежном лицу уочавале су му се незатегнуте маље.

За њим сам хрлила ја, а за мном беспрекидно Киклоп.

Ако би тражила да одредим да ли је у Мени

мржња према Киклопу била јача од љубави према Акиду,

[одговорила бих Ти] »не«: обоје је било подједнако.

Није сачувана ниједна верзија приче о Акиду и Галатеји која датира пре Овидијеве. Овидије је могао „своју“ верзију преузети из неке изгубљене хеленистичке песме. Такође је могуће да ју је измислио због постојећег контекста, користећи назив реке која је, како Теокрит каже, текла подно Етне (дакле Полифемовог обитавалишта) као име Галатејиног љубавника. Акидово име се изговара са дугим почетним вокалом, а грчка реч за „шиљак“ (ἀκίς), која се у љубавној поезији понекад односи на Купидонове стреле, са кратким почетним. Може бити да је управо то определило Овидија за ово име, јер је Акид заиста, попут Купидонових стрела, опчинио собом Нерејеву кћи. Од ранијих писаца чија су дела сачувана, Галатеју спомиње једино Теокрит у Идилама као тиху и недружељубиву морску нимфу коју походи млади Полифем, а Акида баш нико.
Прича о Акиду, Галатеји и Полифему (xiii 750-897) представља први у низу од укупно три „љубавна троугла“ Овидијевих Метаморфоза који су међусобно повезани заједничким ликовима. На почетку Сцила слуша Галатејину исповест (xiii 747-748); затим улази у љубавни троугао са Глауком и Кирком (xiv 1-74); најпосле Кирка служи као спона са трећим љубавним троуглом у чији састав улазе она, Пик и Канента (xiv 318-434). Галатејина прича у причи може се поделити на три дела. У првом делу (xiii. 750-788) она описује љубавни троугао кога чине она, Акид и Полифем и даје коментар који доводи у питање њену поузданост као наратора: „Ако би тражила да одредим да ли је у Мени мржња према Киклопу била јача од љубави према Акиду, [одговорила бих Ти] »не«: обоје је било подједнако“ (xiii 756-758). На овом месту она упознаје Сцилу са ликом Полифема и наводи његове битне карактеристике. У другом делу (xiii 789-869) излаже Полифемове стихове упућене њој. У завршном делу прича како је Полифем напао Акида и како се последњи преобразио у реку (xiii 870-897).
Улога Галатејиног љубавника у овој причи јесте да послужи као „предмет“ (који је изостављен код Теокрита) Полифемове љубоморе и насиља, „омогући“ овом омраженом горопаду — кога Нерејева кћи тобоже мрзи онолико колико воли Акида — трансформацију из љубавника у убицу, из александријског у чудовиште епских (хомеровских) сразмера. Његов бруталан акт над Акидом представља такорећи „припрему“ пред покушај уништавања Одисејевог брода. Исто тако његове језиве претње упућене Акиду наговештавају касније поступање са Одисејевим сапутницима. Овидије је створио тог „свог“ Полифема тако што оном Полифему из Теокритових пасторалних Идила придодао окрутност својствену Хомеровом Полифему: резултат овог укрштања је гротескни, гаргантуански киклоп, као и лакрдија високог реда уопште; а мотив Лепотице и Звери наглашњен је представљањем Акида у светлу Полифемовог савршеног ривала. Ова прича има и нешто пантомимског у себи; Акид скончава брутално, на хомеровски начин: горостас га убија стеном. Међутим, све се завршава срећно сценом трансформације и призором у ком се несрећник појављује као речни бог са свим уобичајеним атрибутима, све бива заокружено ајтионом (xiii 887-97). У једној својој студији Чарлс Сигал испрва даје углавном оптимистичну интерпретацију ове приче: победа грациозности, лепоте и маште над бруталном силом, јер се Акид на крају тријумфално трансформише у речног бога. Међутим, расправљајући даље о истој причи у истој студији, Сигал износи мрачнију и песимистичнију интерпретацију: Акидово и Галатејино спокојство нарушава Киклоп. Љубав је замењена смрћу. Мирна и идеализована љубав осујећена је на крају неразумном жудњом и необузданом бруталношћу.

## Акидова заступљеност у Галатејиној причи насупрот Полифемовој
Ако се изузме вапај за помоћ, Акид ни на једном месту није ни реч изустио, а причљива Галатеја током свог приповедања не осврће се толико за њим колико за Полифемом. Додуше одсутном у датом тренутку, Полифему се обраћа на једном месту, а Акиду нигде. Мало је редака у којима искључиво посвећује пажњу Акиду: на почетку, када хвали његову спољашњу лепоту, и на крају, када прича о његовој смрти и преображају. Зачудо, Галатеја памти сваку реч из Киклопове песме. Та песма заузима више од половине читаве приче. Иако је започиње обраћајући се својој љубави, Киклоп половину посвећује своме богатству, поклонима и одликама; знатан број редака претњама упереним против Акида; а мање од трећине Галатији. Врло радо наводи своје спољашње одлике: огроман је, космат и има једно око посред чела. Међутим, никако не може да схвати зашто га одбија Галатеја, која све то немо слуша у Акидовом наручју.
| Галатеја, беља од калининог снежног листа, цветнија од ливадâ, виткија од високе јохе, сјајнија од кристала, враголастија од младог јарета, глаткија од шкољки које су углађене неуморним морем, дража од зрака зимског сунца и летњег ’лада, гипкија од шарењака, угледнија од узвишеног јавора, бистрија од леда, слађа од зрелог грозда, мекша од лабудовог перја и згрушаног млека, и, када не бежиш, краснија од наквашене баште | Галатеја, исто тако помамнија од неукроћених јуница, тврђа од старог храста, преварнија од таласа, жилавија од врбиног прута и белих лозовача, крућа од ових стена и силовитија од реке, охолија од пауна вредног хвале, љућа од ватре, оштрија од чичка, непријатнија од скотне мечке, глувља од морских пучина, немилосрднија од нагажене змије, и, што бих особито хтео да ти могу одузети, не само хитрија од јелена гоњеног гласним повицима него, штавише, и од ветрова и пролазног поветарца. | (Али кад би [ме] разумела добро, стид би те био да бежиш и не би одобравала своје оклевање, а трудила би се да ме задржиш), Део моје горе су пећине са којих виси живац; Нити се сунце усред жеге осећа у њима, нити се осети зима; ту су плодови који оптерећују гране, ту су у дугим лозама гроздови који су налик на злато, а ту су гримизни: и ове и оне чувам за тебе. Својим рукама ћеш брати сазреле под горским ’ладом миле јагоде, јесене дренове и шљиве и то не само оне које су оловне од црног сока, него, штавише, и оне које су изврсне и које наликују на свежи восак. Ако ти будем муж, неће ти фалити ни кестења, ни магиња: биће ти доступно свако дрво. | Амо је свако стадо моје, многа тумарају и долинама, многа гора крије, многа бораве у пећинама. Да ме случајно питаш колико их је на броју, не бих ти могао рећи: на сиромаху је да броји стадо; веровати нећеш похвалама мојим у вези са овим [тј. стадима]; лично се можеш уверити, како једва опасују ногама пуна вимена! Ту је тек рођена младунчад: јагањци у топлим овчарницима и јарићи једнаке доби у козарницима. Млеко бело кô снег увек ми добро дође: један део служи да се пије, а други део се усирује раствореним сириштем. |